# Élection présidentielle américaine de 1916
L'élection présidentielle américaine de 1916 a lieu le 7 novembre et voit s'opposer le président sortant Woodrow Wilson, du Parti démocrate, au républicain Charles Evans Hughes. Wilson est réélu président des États-Unis alors que la Première Guerre mondiale est en cours, avec une avance de moins de 600 000 voix dans le vote populaire et seulement 23 chez les grands électeurs (277 contre 254).

## Contexte
Wilson, président sortant, a été proposé sans opposition à la Convention nationale démocrate de 1916. La Convention nationale républicaine a quant à elle choisi Hughes comme compromis entre les ailes conservatrice et progressiste du parti. Hughes a battu John W. Weeks, Elihu Root et plusieurs autres candidats au troisième tour de la convention, devenant le seul juge de la Cour suprême à être candidat à la présidence du pays. Alors que les républicains conservateurs et progressistes avaient été divisés lors de l'élection de 1912 entre les candidatures du président sortant William Howard Taft et de l'ancien président Theodore Roosevelt, ils se sont largement unis autour de Hughes pour tenter de battre Wilson.
L'élection a eu lieu pendant la révolution mexicaine et la Première Guerre mondiale. Bien qu'officiellement neutre dans le conflit européen, l'opinion publique américaine penchait pour les forces alliées dirigées par la Grande-Bretagne et la France contre l'empire allemand et l'Autriche-Hongrie, en grande partie à cause du traitement sévère réservé aux civils par l'armée allemande en Belgique et dans le nord de la France et du caractère militariste des monarchies allemande et autrichienne. Mais malgré leur sympathie pour les forces alliées, la plupart des électeurs américains ont voulu éviter toute implication dans la guerre et ont préféré poursuivre une politique de neutralité. La campagne de Wilson utilisait les slogans populaires « Il nous a tenus à l'écart de la guerre » et « L'Amérique d'abord » pour lancer un appel aux électeurs qui souhaitaient éviter une guerre en Europe ou avec le Mexique. Hughes a critiqué Wilson pour ne pas avoir pris les « préparatifs nécessaires » pour faire face à un conflit éventuel, ce qui ne faisait que renforcer l'image de Wilson en tant que candidat opposé à la guerre. Ironiquement, les États-Unis entreront en guerre en avril 1917, un mois après la réinvestiture de M. Wilson en tant que président.

## Résultats
| Candidats            | Parti | Parti             | Vote populaire | Vote populaire | Collège électoral |
| Candidats            | Parti | Parti             | Voix           | %              | Collège électoral |
| -------------------- | ----- | ----------------- | -------------- | -------------- | ----------------- |
| Woodrow Wilson       |       | Parti démocrate   | 9 126 868      | 49,2           | 277               |
| Charles Evans Hughes |       | Parti républicain | 8 548 728      | 46,1           | 254               |